# Acentrogobius
Acentrogobius – rodzaj ryb z rodziny babkowatych.

## Klasyfikacja
Gatunki zaliczane do tego rodzaju:
| - Acentrogobius audax - Acentrogobius caninus - Acentrogobius cenderawasih - Acentrogobius chlorostigmatoides - Acentrogobius cyanomos - Acentrogobius dayi - Acentrogobius ennorensis - Acentrogobius gracilis - Acentrogobius griseus - Acentrogobius janthiropterus - Acentrogobius madraspatensis - Acentrogobius masoni | - Acentrogobius moloanus - Acentrogobius multifasciatus - Acentrogobius nebulosus - Acentrogobius pellidebilis - Acentrogobius pflaumii - Acentrogobius simplex - Acentrogobius suluensis - Acentrogobius therezieni - Acentrogobius viganensis - Acentrogobius viridipunctatus |

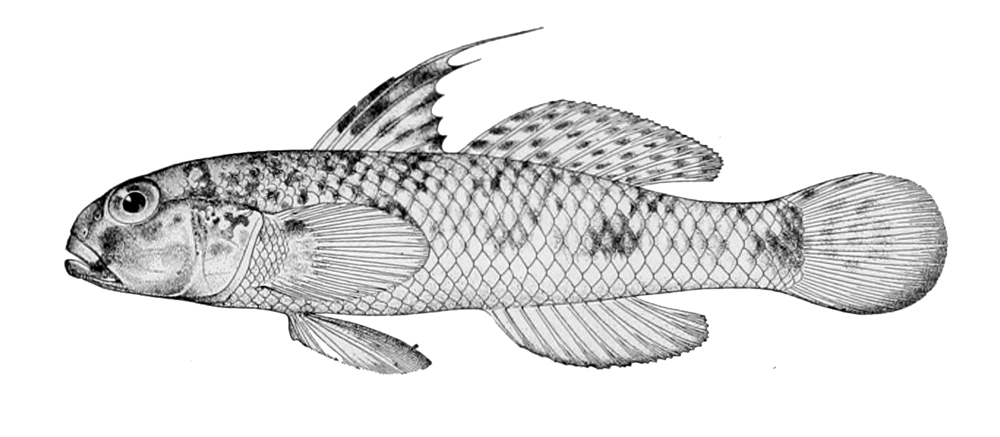
Acentrogobius nebulosus